# فايرموسو (سانتا كروث دي تينيريفه)
بلدية فايرموسو (بالإسبانية: Vallehermoso) هي بلدية تقع في مقاطعة سانتا كروث دي تينيريفه التابعة لمنطقة جزر الكناري جنوب غرب إسبانيا.

## الديموغرافيا
بلغ عدد سكان بلدية فايرموسو 3.142 نسمة عام 2011 (وفقاً للمعهد الوطني للإحصاء الإسباني).
| 2.716 | 2.693 | 2.912 | 3.141 | 3.142 | 3.162 | 3.142 |

## أعلام
- بيدرو غارسيا كابريرا